# Clerodendrum ridleyi
Clerodendrum ridleyi là một loài thực vật có hoa trong họ Hoa môi. Loài này được King & Gamble mô tả khoa học đầu tiên năm 1908.